# Luka Purić
Luka Purić (Hodošan, 10. listopada 1881. – Graz, 1. prosinca 1914.) svećenik i pisac, hrvatski narodni preporoditelj Međimurja.

## Životopis
Luka Purić rodio se u Hodošanu, u župi Sveti Juraj u Trnju, 10. listopada 1881. godine. U svojoj obitelji, bio je najstariji od petero braće i tri sestre. Obitelj Purić bila je ugledna i za tadašnje prilike jedna od imućnijih, te su svoje sinove, Luku i Blaža, odlučili školovati. Već u pučkoj školi, svetojurski župnik Juraj Pecek, zapazio je izrazitu nadarenost Purića, te mu pomogao da se upiše na gimnaziju u Keszthelyu. Za vrijeme školovanja u Keszthelyu, bio je najbolji đak. Nakon mature, upisao je Teološki fakultet u Zagrebu. Tijekom sjemeništa i bogoslovije u Zagrebu, počelo je izrazitije kucati Purićevo veliko srce za hrvatsku zemlju – Međimurje. Svjestan da je potreban svom narodu u Međimurju, 1905. godine uspijeva dobiti mjesto u Štrigovi, gdje ostaje do 1911., odakle odlazi za župnika u Belicu. Početkom I. svjetskog rata, Purić je među prvima unovačen kao vojni svećenik. Iz rata se ubrzo vraća u Belicu teško narušena zdravlja, i odlazi u bolnicu u Gradec (Graz - Štajerska) u kojoj umire 1. prosinca 1914. U Gradcu je pokopan 3. prosinca 1914. godine.
Purić je cijeli svoj kratki život posvetio borbi, riječju i perom, za svoj narod u Međimurju. Na žalost, njegovi posmrtni ostaci nikad nisu vraćeni u Međimurje.

## Kulturnopolitički rad
Početkom 20. stoljeća, na društvenu i političku scenu stupa međimurska hrvatska inteligencija (Luka Purić, Ivan Novak, Vinko Žganec) s idejom borbe za nacionalno oslobođenje i priključenje nacionalnoj matičnoj zemlji, Hrvatskoj. U dramatičnim prilikama po završetku I. svjetskog rata izbila je «Međimurska revolucija» koja je završila vojnim pohodom hrvatskih dragovoljaca te oslobođenjem i priključenjem Međimurja Kraljevini SHS na Badnjak 1918. Svoj kratki život, Luka Purić posvetio je Međimurju. Međimurski klub bogoslova osnovao je u zagrebačkom sjemeništu, sa željom da pokaže budućim mladim duhovnicima kako će pomagati svom narodu u Međimurju. Često je pisao u varaždinskim novinama Naše pravice, a ti članci potakli su narodnjake u saboru da traže pripojenje Međimurja Hrvatskoj. 
Purić se istaknuo sa svojim radom na kulturnom i prosvjetnom polju. Uvijek je isticao važnost i značaj domoljublja, kao i ljudi koji su se borili za Međimurje (Petar Zrinski i Fran Krsto Frankopan i dr.). Zaslužan je i za širenje katoličke štampe, za rad s mladima i djecom – priređuju nabožne i šaljive igrokaze koji su lijepo prihvaćeni od ljudi.
Luka Purić, još kao student teologije, odazvao se pozivu Društva hrvatskih književnika za otvaranjem pučkih knjižnica i provodi inicijativu otvaranja pučkih knjižnica širom Međimurja, pružajući na taj način otpor mađarizaciji. Luku Purića možemo smatrati prvakom osnivanja knjižnica u Međimurju, a postoje podaci da je bio i veliki darovatelj i sakupljač knjiga za te knjižnice ( Hodošan, Orehovica, Kotoriba, Prelog, Vidovec, Donji Kraljevec, Donja Dubrava i Goričan).
Luka Purić, želeći unaprijediti gospodarstvo u Međimurju, preveo je s mađarskog na hrvatski, pravila zadruge tipa Raiffeisen i pretpostavlja se da je osnovao prvu zadrugu u Belici (selo u Međimurju).

## Spisateljski rad
Još za vrijeme studija u Zagrebu, Purić je objavio feljton Slika (kip) Medjumurja u sadašnjosti, u listu Naše pravice. Feljton je objavljen u prva četiri broja, a kasnije je nadopunjen i objavljen kao zasebna knjiga, pod naslovom, Kako je našoj hrvatskoj braći u Medjumurju?. Oštro se protivi mađarizaciji, iskorjenjivanju hrvatskog jezika, smatrajući da je pripojenje Međimurja Hrvatskoj nužno i neophodno. U predgovoru knjizi obraća se svom narodu: „Evo Vam male knjižice, da ju čitate, Vi i djeca Vaša. Neka ova knjižica bude iskra ljubavi za Vašu majku Hrvatsku, koja iskra neka tinja u srcu Vašem i Vaše djece do desetog koljena. Bog Vas čuvao i branio! Rodoljub (potpis)“ 
Purić na jedan posve jedinstven način pristupa analizi vrijednosti i značaju očuvanja materinskoga, hrvatskog jezika. Takav pristup vrijednostima materinjeg jezika - slikovit, sugestivan, emotivan – nalazimo kod Kukuljevića, Preradovića i Štoosa, književnika, koji su također materinskom hrvatskom jeziku pridavali veliku nacionalnu, ali i ljudsku vrijednost.
U 5. broju Naših pravica izlazio je novi Purićev feljton – Put k slobodi i sreći, s podnaslovom – Razgovor s medjumurskim Hrvatima, dok je u 36. broju započeo izlaziti njegov treći feljton – Živila Hrvatska! Napried u Medjumurje!, a feljton pod naslovom – O ljubavi domovine, počeo je izlaziti 1905. godine također u Našim previcama, ali samo početak, kasnije je feljton tiskan u knjizi O ljubavi domovine. Ban Jelačić i godina 1848.
U svojim djelima Luka Purić želio je poručiti i dati snagu međimurskim Hrvatima da ustraju u borbi za očuvanje materinskoga jezika i priključenja Međimurja Hrvatskoj. On kao veliki vizionar, romantik, idealist i učitelj, želi prije svega doći do rješenja koje će dati kvalitetniji položaj Međimurju na političkom, prosvjetnom i gospodarskom polju.
Osim ovih knjiga, Purić piše raznolike članke i domoljubne pjesme, koje s ljubavlju i oduševljenjem slave Međimurje i međimurske Hrvate. Svaka je njegova pjesma oda i himna Međimurju, hrvatskom jeziku i hrvatskoj materi, a objavljivane su najčešće u Katoličkom listu, Našim pravicama, Riječkim novinama i sl...

## O Luki Puriću
Podataka o životu i radu Luke Purića možemo iščitati iz nekrologa koji je objavljen 17. prosinca 1914. u Katoličkom listu. Iz tog članka doznajemo da je Luka Purić bio izrazito nadaren i oštrouman, te da je konstantno pratio sva suvremena zbivanja koja su bila povezana s bogoslovljem, kulturom i socijalnom tematikom.
O Luki Puriću pisao je i profesor Ljubomir Kuntarić (Požega, 21. rujna 1898. – Požega, 18. kolovoza 1988.) koji je u čakovečkoj učiteljskoj školi radio od 1923. do 1941. godine, i posvetio se istraživanju političke i kulturne povijesti Međimurja. U Varaždinskim novostima, (broj 143.) 1941. godine objavio je članak Luka Purić, borac za očuvanja hrvatstva Međimurja.
U Čakovcu je profesor Kuntarić pokrenuo 1935. godine Vjesnik međimurskih zadrugara (15. ožujka), i već u prvom broju Stanko Ovčar, zadrugar iz Belice, napisao je najvjerojatnije na poticaj profesora Kuntarića, članak Moje uspomene na Luku Purića. Također u rukopisu profesora Kuntarića nailazimo na podatak, da je mladi svećenik, Luka Purić, preveo s mađarskog na hrvatski jezik Pravila zadruge Rajfajzenova tipa, sa željom da se i u Međimurju osnuju nezavisne zadruge koje bi ekonomski ojačale seljaštvo

## Djela
- O ljubavi domovine. Ban Jelačić i godina 1848., 1905.
- Kako je našoj hrvatskoj braći u Medjumurju
- Put k slobodi i sreći
- Živila Hrvatska! Napried u Medjumurje!